# 第2次ニューカッスル公爵内閣

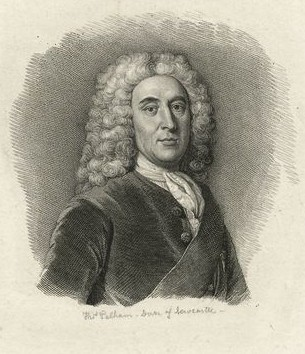
ニューカッスル公爵

第2次ニューカッスル公爵内閣（英語: Second Newcastle ministry）、またはニューカッスル＝ピット内閣（英語: Newcastle–Pitt ministry）は、1757年から1762年までのグレートブリテン王国の内閣。ニューカッスル公爵は、2度目の首相職についたが、内閣の中で最も影響力を持ち、最も有名なのは南部担当国務大臣のウィリアム・ピットであった。
第2次ニューカッスル公爵内閣は七年戦争で不利だったイギリスの政情不安を終わらせた。ピットは戦争遂行の指導者としての素質があったが、議会の支持に欠けた。庶民院での支持基盤が堅いニューカッスル公はそれを補い、ピットが防衛と外交、ニューカッスル公が財政と後援と分業をした。
内閣はイギリスの七年戦争における1759年の奇跡の年など数多くの勝利に導き、1761年までにはイギリスの勝利が確実視された。1760年、老王ジョージ2世が死亡してピットとニューカッスル公を嫌ったジョージ3世が即位したため内閣への圧力が増し、1761年には対スペイン宣戦をめぐってピットが辞任した。1762年、ニューカッスル公が辞任、ジョージ3世の寵臣ビュート伯爵が首相に就任したことで内閣は倒れた。

## 閣僚
| 役職                      | 肖像 | 名前                                          | 在任               |
| ------------------------- | ---- | --------------------------------------------- | ------------------ |
| 第一大蔵卿 貴族院院内総務 |      | ニューカッスル公爵                            | 1757年 - 1762年    |
| 財務大臣 第二大蔵卿       |      | ヘンリー・ビルソン＝レッグ                    | 1757年 - 1761年    |
| 財務大臣 第二大蔵卿       |      | バリントン子爵                                | 1761年 - 1762年    |
| 大法官 国璽尚書           |      | サー・ロバート・ヘンリー                      | 1757年 - 1762年    |
| 枢密院議長                |      | グランヴィル伯爵                              | 1751年 - 1762年    |
| 王璽尚書                  |      | テンプル伯爵                                  | 1757年 - 1761年    |
| 王璽尚書                  |      | 空位                                          | 1761年             |
| 王璽尚書                  |      | ベッドフォード公爵                            | 1761年 - 1762年    |
| 庶民院院内総務            |      | ウィリアム・ピット（大ピット）                | 1757年 - 1761年    |
| 庶民院院内総務            |      | ジョージ・グレンヴィル （海軍会計長官を兼任） | 1761年 - 1762年    |
| 南部担当国務大臣          |      | ウィリアム・ピット（大ピット）                | 1757年 - 1761年    |
| 南部担当国務大臣          |      | エグルモント伯爵                              | 1761年 - 1762年    |
| 北部担当国務大臣          |      | ホルダーネス伯爵                              | 1757年 - 1761年    |
| 北部担当国務大臣          |      | ビュート伯爵                                  | 1761年 - 1762年    |
| 補給庁長官                |      | マールバラ公爵                                | 1757年 - 1758年    |
| 補給庁長官                |      | 空位                                          | 1758年 - 1759年    |
| 補給庁長官                |      | リゴニア子爵                                  | 1759年 - 1762年    |
| 海軍大臣                  |      | アンソン男爵                                  | 1757年 - 1762年    |
| スコットランド国璽尚書    |      | アーガイル公爵                                | 1733年 - 1761年    |
| スコットランド国璽尚書    |      | クイーンズベリー公爵                          | 1761年 - 1762年    |
| 宮内長官                  |      | デヴォンシャー公爵                            | 1757年 - 1762年    |
| 家政長官                  |      | ラトランド公爵                                | 1755年 - 1761年    |
| 家政長官                  |      | タルボット伯爵                                | 1761年 - 1762年    |
| ランカスター公領大臣      |      | エッジカム男爵                                | 1757年 - 1758年    |
| ランカスター公領大臣      |      | キノール伯爵                                  | 1758/59年 - 1762年 |
| アイルランド総督          |      | ベッドフォード公爵                            | 1757年 - 1761年    |
| アイルランド総督          |      | ハリファックス伯爵                            | 1761年 - 1762年    |
| 主馬頭                    |      | ゴア伯爵                                      | 1757年 - 1760年    |
| 主馬頭                    |      | ハンティンドン伯爵                            | 1760年 - 1761年    |
| 主馬頭                    |      | ラトランド公爵                                | 1761年 - 1762年    |
| 陸軍支払長官              |      | ホランド男爵                                  | 1757年 - 1765年    |